# 코리아연구원
코리아연구원(Korea National Strategy Institute, 새로운 코리아구상을 위한 연구원)은 정치·외교, 경제·통상, 사회 통합 부문에서 실증적 분석에 기초한 정책 대안 및 국가 전략을 제시함을 목적으로 설립된 민간 연구 기관이다. 2005년에 설립되었다.